# حزاز معطل وراثيا

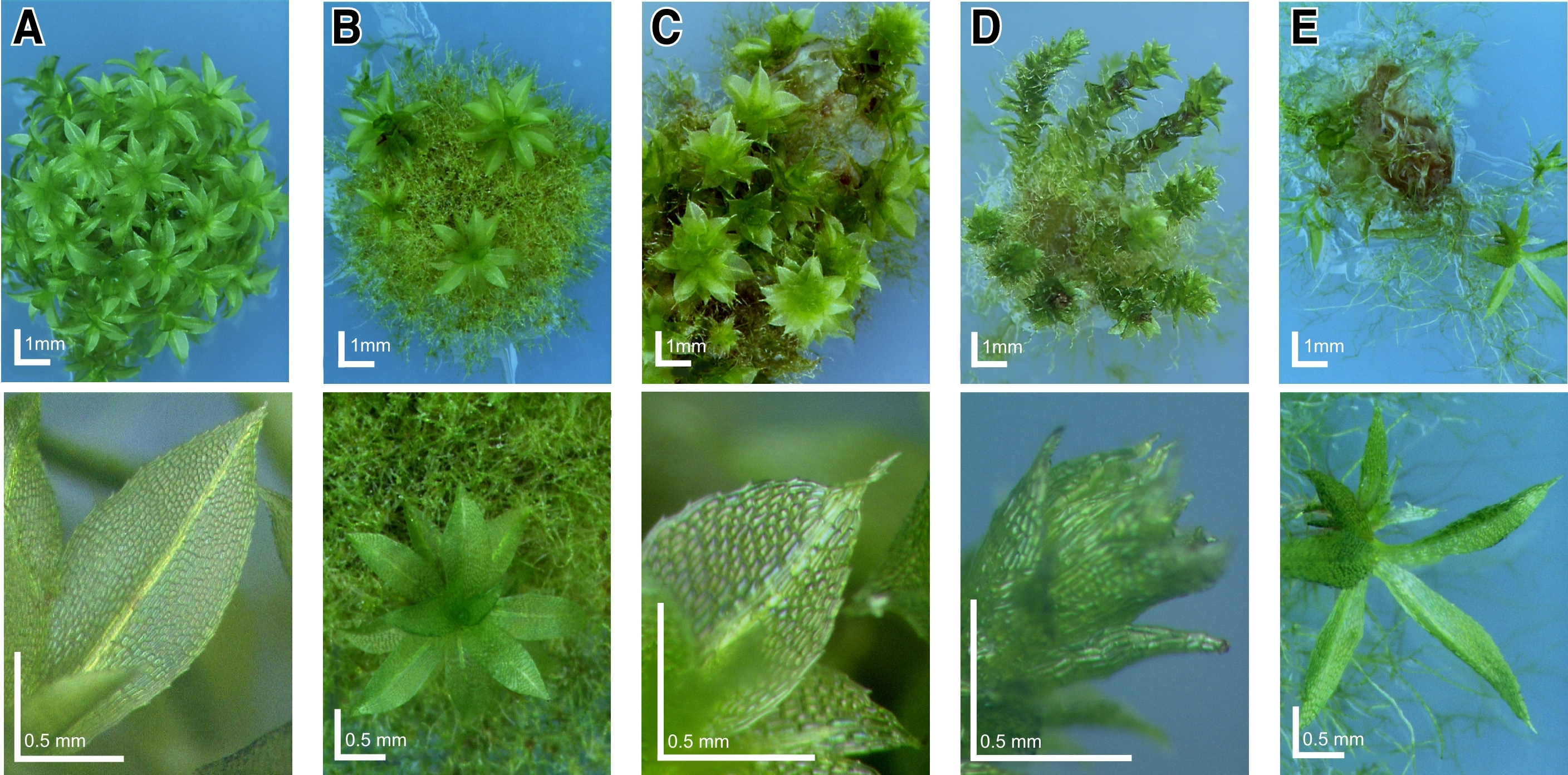

الحزاز المعطل وراثيًا (بالإنجليزية: knockout moss)‏ هو نبات طحلبي يتم فيه محو أو تعطيل جين واحد أو أكثر من خلال الاستهداف الجيني. عقب محو الجين، يفقد الحزاز المعطل وراثيًا الصفة التي يرمز إليها هذا الجين. وهكذا، يمكن الاستدلال على وظيفة هذا الجين. يعرف هذا المنهج العلمي باسم الوراثيات العكسية حيث يرغب العالِم في الكشف عن وظيفةِ جينٍ معين. في الوراثيات الكلاسيكية، يبدأ العالِم بدراسة النمط الظاهري محل الاهتمام ويبحث عن الجين المسبب لهذا النمط الظاهري. وعلى هذا، فإن الحزازيات المعطلة وراثيًا لها صلة بالبحوث الأساسية في علم الأحياء وكذلك في التقانة الحيوية.

## الخلفية العلمية
يعتمد المحو أو التغيير المستهدف للجينات على دمج جديلة حمض الدنا (DNA) في موضعٍ معين يمكن التنبؤ به في جينوم الخلية المضيفة. لذا، يجب هندسة جديلة الحمض النووي بطريقة تكون فيها كلتا النهايتين متطابقتين مع موضع الجين المحدد. ويعد هذا شرطًا أساسيًا لكي يتم الدمج بكفاءة عن طريق إعادة الالتحام المتماثل (HR). في الأساس، تتم هندسة الفئران المعطلة وراثيًا بنفس الطريقة.
وحتى الآن، تم تنفيذ طريقة الاستهداف الجيني في النباتات البرية على حزازيات الفيسكوميتريلا المنفتحة (Physcomitrella patens) واللوبيا القرنية (Ceratodon purpureus), حيث إنه في أنواع هذه النباتات غير البذرية، تكون كفاءة إعادة الالتحام المتماثل أعلى من النباتات البذرية.
يتم تخزين الحزازيات المعطلة وراثيًا وتوزيعها عن طريق بنك حيوي متخصص، وهو المركز الدولي لتخزين الحزازيات.

## الطريقة
لتغيير جينات الحزاز بطريقة مستهدفة، يلزم أن تلتحم بنية الحمض النووي مع الخلايا الهيولية للحزاز ومع البولي إيثيلين جلايكول (PEG). نظرًا لأن الحزازيات عبارة عن كائنات حية بنصف عدد الكروموسومات، فإن خيوط الحزاز المتجدد (البروتونيما (Protonema)) يمكن قياسها بشكل مباشر من أجل الاستهداف الجيني خلال 6 أسابيع باستخدام طرق تفاعل البوليميراز المتسلسل (PCR).

## أمثلة

### تقسيم البلاستيدات الخضراء
ظهر أول إصدار علمي عن تعريف وظيفة الجين غير المعروف حتى الآن والذي يستفيد من الحزاز المعطل وراثيًا عام 1998 من تأليف رالف ريسكي ومجموعة من زملائه. فقد قاموا بحذف جين ftsZ، ومن ثم حددوا بشكل وظيفي الجين الأول المحوري لتقسيم العضيات في أي كائن حقيقي النَّواة.

### تعديلات البروتين
باستخدام الجين المعطل وراثيًا، تمت هندسة نباتات الفيسكوميتريلا التي تفتقر إلى جليكوزيل البروتينات، وهو يعد تعديلاً انتقاليًا هامًا. تُستَخدَم هذه الحزازيات المعطلة وراثيًا في إنتاج المستحضرات الصيدلانية البيولوجية المركبة في مجال الزراعة الجزيئية.

### تجميع الجينات الطافرة
بالتعاون مع الشركة الكيميائية باسف، أنشأ رالف ريسكي وزملاؤه مجموعة من الحزازيات المعطلة وراثيًا التي تُستَخدَم لتحديد الجينات.